# Кортни, Уильям, 2-й виконт Кортни
Уильям Кортни, де-юре 8-й граф Девон, 2-й виконт Кортни (англ. William Courtenay, 2st Viscount Courtenay; 30 октября 1742 — 14 октября 1788) — британский пэр.

## Биография

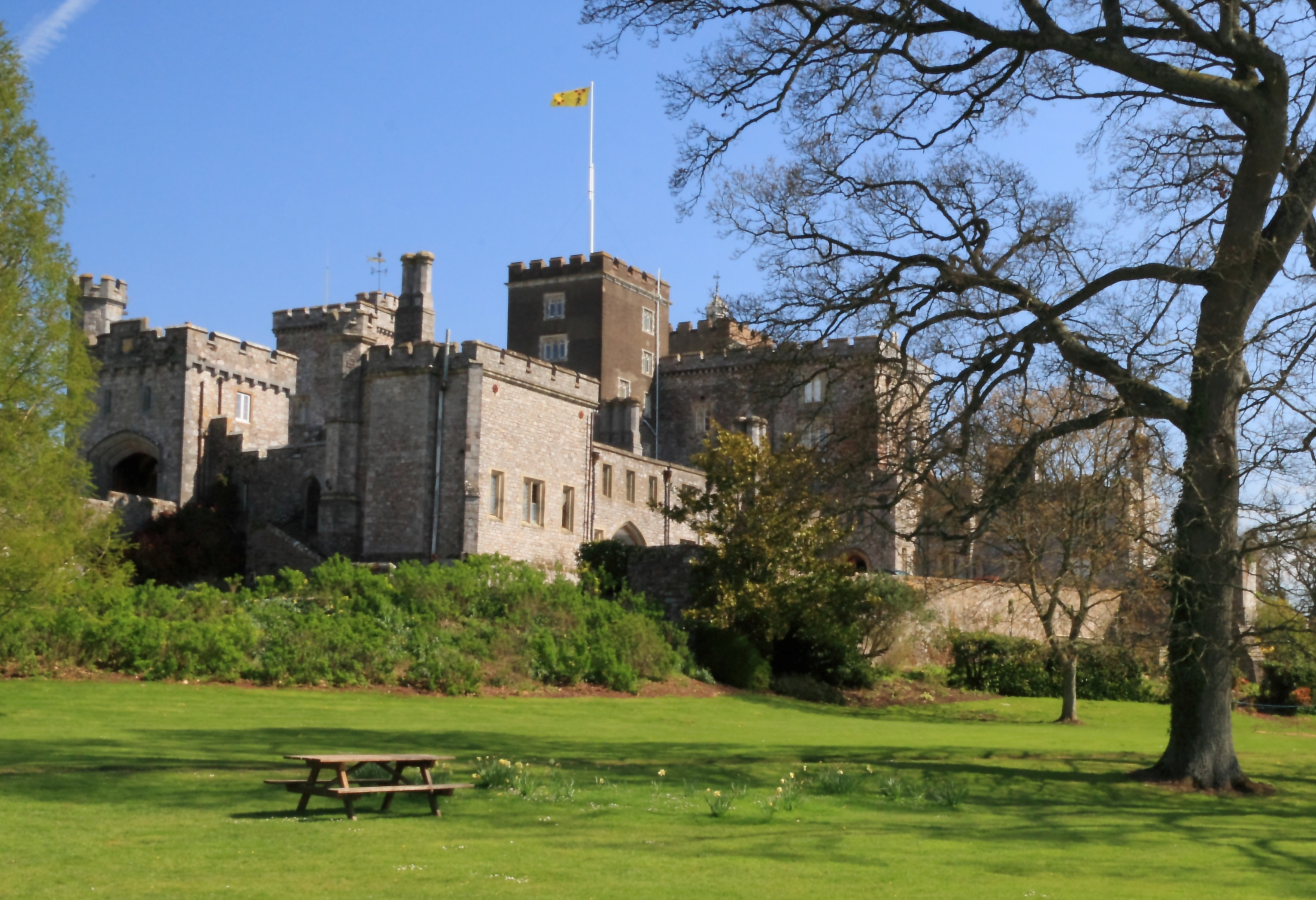
Замок Паудерем, графство Девон

Родился 30 октября 1742 года. Единственный сын Уильяма Кортни, 7-го де-юре графа Девона (1709—1762), и леди Фрэнсис Финч (4 февраля 1720/1721 — 19 декабря 1761), дочери Хениджа Финча, 2-го графа Эйлсфорда.
16 мая 1762 года после смерти своего отца он унаследовал титул 4-го баронета Кортни, 2-го виконта Кортни из замка Паудерем и де-юре 8-го графа Девона.
Уильям Кортни скончался 14 октября 1788 года в возрасте 45 лет на Гровенор-сквер, Лондон.

## Семья
7 мая 1762 года Уильям Кортни женился на Фрэнсис Клэк (? — 25 марта 1782), дочери Томаса Клэка из Уоллингфорда, графство Беркшир. У супругов были следующие дети:
- Фрэнсис Кортни (род. январь 1763)[1], в 1788 году она вышла замуж за сэра Джона Хонивуда, 4-го баронета
- Шарлотта Кортни (род. 14 февраля 1764)[1], она вышла замуж за Томаса Жиффара.
- Изабелла Кортни (20 июня 1765 — 5 марта 1783)[1], погибла, когда её одежда загорелась.
- Элизабет Кортни (2 сентября 1766 — 11 сентября 1815), в 1788 году она вышла замуж за лорда Чарльза Генри Сомерсета.
- Уильям Кортни, 9-й граф Девон (30 июля 1768 — 26 мая 1835)[1]
- Люси Кортни (13 июня 1770 — 27 января 1822), в 1798 году она вышла замуж за Джона Вогана, 3-го графа Лисберна
- Гарриет Кортни (7 сентября 1771 — 14 апреля 1826)[1], в 1797 году она вышла замуж за Джорджа Тинна, 2-го барона Картерета
- Энн Кортни (2 июля 1774 — 6 января 1835), в 1790 году она вышла замуж за Джорджа Эннесли, 2-го графа Маунтнорриса
- Каролина-Эстатия Кортни (род. 26 марта 1775)[1], в 1812 году она вышла замуж за полковника Чарльза Морланда
- Матильда-Джейн Кортни (род. 6 июля 1778)[1], она вышла замуж за Джона Локка.
- София Кортни (род. 25 января 1780), в 1804 году она вышла замуж за подполковника Натанаэля Фоя
- Луиза Августа Кортни (? — 8 февраля 1825)[1], в 1805 году она вышла замуж за лорда Эдварда Сомерсета.